# عبد اللطيف البنا
عبد اللطيف البنا (1884 - 12 ديسمبر 1969) هو مغني وكاتب أغاني مصري، يعتبر من رواد عصر النهضة.

## حياته ونشاته
عبد اللطيف أفندي البنا ولد عام 1884 في قرية كفر مستنان مركز شبراخيت محافظة البحيرة، وكان من أسرة ميسورة الحال تعمل بالزراعة، توفي في 12 ديسمبر 1969، بدأ في حفظ القرآن من قريته في عام 1902 وكان عمره 12 سنة، ليحقق أمنية أبيه، ليلحق بالمعهد الديني في دسوق، ولم يستمر عبد اللطيف بالمعهد بعد وفاة أبيه، وبدأ يتجه إلى قراءة القرآن الكريم وتعرف على كبار المقرئين.

## مسيرته
- أنتقل الي القاهرة سنة 1908، ليكون قارئا للقران.

- قرر أن يلتقي مع الشيخ محمد رفعت، والذي سهل له المهمة أمام مسجد السيدة زينب.[2]

- كان لشيخ أبو الفضل وأحمد ندا الفضل في بيته وعرفه بنفسه وقرأ أمامه وأعجب به وطلب منه البنا أن يسمح له أن يقرا يوم الجمعة في مسجد السيدة زينب لكي تكون فاتحة خير يبدأ بها حياته ووافق الشيخ ندا .
- انتقل البنا في نهاية سنة 12 من من شارع الزير المغلق في عابدين إلى درب العتبة في شارع محمد علي وكانت هي بداية تحوله من قرأة القران إلى الغناء.

- نافس البنا العوالم في تخصصهم الغنائي وأبدع في غناء هذا النوع ولكنه لم يتوقف عن غناء الموشحات الدينية والقصائد والاشعرة الغنائية، كان له جمهوره الذي أحبه و اعترف بموهبته حتى لقبوه ب كروان مصر و بلبل مصر و أمير المغنيين، شارك في فيلم بنت النيل عام 1929. استمر في الغناء وتعاقد مع شركة بيضافون للإسطوانات، التي كان لها دور في تسجيل العديد من الاغاني له ومنها (ايه رأيك في خفافتي - وماتخافشي عليا).[3]
- استأجر الرشيدي قهوة اسمها كاستيل بار أمام جامع الكخيا، وفي هذه القهوة وقف عبد اللطيف لأول مرة يغني وغنى كنت فين والحب فين وبدأ شق طريقه في عالم الغناء وكسب مالا كثيرا، وتعد أغنية أرخي الستارة اللي في ريحنا أحسن جيرانك تجرحنا من أشهر أغانيه الشيخ عبد اللطيف البنا.[4]

## اعتزاله
- واستمر الشيخ عبد اللطيف البنا يغني منذ اتجه إلى القاهرة سنة 12 حتى سنة 39 وكان عصره الذهبي من سنة 18  حتى سنة 1934 وفي سنة 1940 انسحب من القاهرة ومضى في هدوء إلى قريته  وانتهى كل ما كان يربطه بالمغنى والطرب لأن أخيه مات فجأة  في حادث مؤلم.[5]